# Neuhausen auf den Fildern
Neuhausen auf den Fildern è un comune tedesco di 11 496 abitanti, situato nel land del Baden-Württemberg.